# Nhulunbuy
Nhulunbuy es el nombre de un pueblo en la península de Gove en el Territorio del Norte de Australia. Se creó en los años 1960, cuando el gobierno dio la autorización a la compañía Nabalco para explotar un yacimiento de bauxita y un construir un puerto de aguas profundas. Los habitantes de la región, los yolngu, se opusieron firmemente a la decisión del gobierno y presentaron las famosas "bark petitions" en el parlamento con el fin de evitar la explotación de su territorio. La construcción de este asentamiento principalmente habitado por mineros, trajo muchos cambios durante la década de los 70 y acarreó consecuencias para los yolngu que empezarían a apreciarse ya durante los años 80. Hoy en día, la población de Nhulunbuy ha disminuido considerablemente debido al cierre de la refinería de aluminio que ocupaba la punta de la península de Gove, aunque la extracción de bauxita continúa.